# سید ابوالفضل برقعی
ابوالفضل برقعی قمی با نام کامل سید ابوالفضل ابن‌الرّضا برقعی قمی (زادهٔ ۱۲۸۷ در قم – درگذشتهٔ ۱۳۷۰ و بلکه-به باور اعضای خانواده‌اش-۱۳۷۲ در تهران) روحانی مسلمان تجدیدنظر طلب و اصلاح‌گر دینی بود. «ابن الرّضا» بخشی از نام خانوادگی (شناسنامه‌ای) اوست که برابر با معنای واژهٔ «رضوی» است. برقعی معتقد بود که پیشوای یازدهم شیعیان یعنی حسن عسکری، هرگز فرزندی به نام مهدی نداشته و دیدگاه امام‌زمانی، دیدگاهی انحرافی در اسلام است که پس از مرگ حسن عسکری، به وجود آمد.
به‌گفته برخی، برقعی یکی از افراد مورد سوءقصد در قتل‌های زنجیره‌ای ایران نظام جمهوری اسلامی در دهه هفتاد خورشیدی است. وی خود در کتاب زندگی‌نامه‌اش با نام سوانح ایام مدعی شده که توسط عوامل وابسته به نظام جمهوری اسلامی به ضرب گلوله، هدف یک ترور ناموفق نیز قرار گرفت.

## زندگی‌نامه
او در شهر قم و در خانواده‌ای شیعه (شیعه امامیه)، زاده شد. پدرش فردی فقیر بود. مادرش سکینه‌سلطان، دختر غلام‌رضا قمی بود. برقعی از ده سالگی، پای در مکتب گذاشت، تعلیم و قرائت قرآن را فراگرفت و سپس نزد عبدالکریم حائری از عالمان سرشناس شیعه رفت تا مراحل تحصیلش را ادامه دهد. او برای تخصص در علم فقه و اصول فقه به نجف رفت و سه سال در آنجا سپری کرد و از مرجع شیعه ابوالحسن اصفهانی، علم فقه را کسب نمود. برقعی، قبل از بازگشت به ایران، اجازه‌نامهٔ اجتهادش را از ابوالحسن اصفهانی، دریافت کرد.
پس از ورود به ایران وی، علاوه بر تدریس و تحقیق در علوم دینی، مسائل سیاسی را نیز پیگیری می‌کرد. او به ابوالقاسم کاشانی علاقه داشت و وقتی که کاشانی در تبعید بود، برقعی با وی ارتباط داشت و هنگامی که کاشانی به ایران بازگشت، این ارتباط، صمیمی‌تر شد و به امامت مسجد «گذر وزیردفتر»، منصوب شد.
ابوالفضل برقعی قمی از خویشاوندان مرجع تقلید تبعیدی (تبعید در دههٔ ۳۰ تا ۶۰) یعنی علی‌اکبر برقعی قمی است که سید ابوالفضل او را اعلم می‌دانست و مرجعیت او را ترویج می‌کرد.
با توجه به نظرات وی در نقد تشیع، مورد اعتراض فقیهان شیعه، قرار گرفت و در سال ۱۳۶۶ خورشیدی نیز به مدت ۱۶ ماه در زندان اوین محبوس و سپس تبعید گردید و پس از بازگشت از تبعید، در منطقه کن تهران زندگی می‌کرد و در سال ۱۳۷۰ شمسی درگذشت.
وی همچنین یکی از خویشاوندان قربانیان قتل‌های زنجیره‌ای ایران یعنی فخرالسادات برقعی نیز است.

## گواهی‌نامه‌های اجتهاد
ابوالفضل برقعی قمی از این فقیهان، اجازه‌نامهٔ اجتهاد داشت:
1. سید ابوالحسن اصفهانی؛
2. سید محمد حجت کوه‌کمری؛
3. آقابزرگ تهرانی؛
4. میرزا محمد تهرانی عسکری سامرایی؛
5. عبدالنبی نجفی عراقی رفسی؛
6. سید ابوالقاسم کاشانی؛
7. سید شهاب‌الدین مرعشی نجفی؛
8. عبدالکریم حائری یزدی.

## استادان
استادان وی عبارتند از:
1. سید محمدتقی خوانساری؛
2. محمدعلی شاه‌آبادی؛
3. ابوالقاسم کبیر قمی؛
4. محمدعلی قمی کربلایی؛
5. میرزا محمد تهرانی عسکری سامرایی؛
6. سید محمد حجت کوه‌کمری؛
7. عبدالکریم حائری یزدی؛
8. سید ابوالحسن اصفهانی.

## ترور و درگذشت
وی پس از جان‌سالم به‌دربردن از اقدام به ترورهای ناموفق به دست مأمورانی از سازمان اطلاعات سپاه، تحمل تبعید توسط نظام جمهوری اسلامی ایران، دستگیری‌های متعدد و تحمل زندان در سال ۱۳۷۲ خورشیدی در منزل فرزندش در کن از توابع تهران درگذشت و در قبرستان امامزاده شعیب به‌خاک سپرده شد. برخی ترور وی را با قتل‌های زنجیره‌ای مرتبط دانسته و به عوامل نظام جمهوری اسلامی نسبت داده‌اند.

## دیدگاه‌ها

### عقیده
ابوالفضل برقعی به گواهی نوه‌اش، از شیعه کاملاً جدا شده بود و به اهل سنت بسیار نزدیک شده بود تا حدی که کتاب المنتقی مختصر منهاج السنه ابن تیمیه را به فارسی ترجمه کرد.
برقعی در ۴۵ سالگی، این ایده را مطرح کرد که در مذهب شیعه، خرافات زیادی، وجود دارد که برخلاف تعلیمات قرآن هستند و به گفتهٔ خودش، سعی کرد تا با این خرافات، مبارزه کند. از آن به بعد، وی اصلاحاتی در نظرهای خود، ایجاد کرد، از جمله، مخالفت با بزرگ نمایی علی بن ابیطالب، زیر سؤال بردن توسل به امامان و محدود کردن خمس تنها برای غنایم جنگی، همچنین، او انتقاداتی نیز به حوزه علمیه و برخی روحانیان کرد. وی معتقد بود که «قرآن، احتیاج به تفسیر ندارد، چون تفسیر، نظر انسانی است؛ در حالی که قرآن، سخنان خداست و هر فرقهٔ اسلامی، به نفع خودش، قرآن را تفسیر می‌کند؛ با این حال، برای غیر عرب‌زبان، باید قرآن را خوب، ترجمه نمود و نه تفسیر». همین مخالفت وی با نظرات مرسوم شیعه، باعث شد که در دههٔ ۶۰، به دست برخی از عوامل حکومت وقت، مانند همفکرش حیدرعلی قلمداران قمی، البتّه به گونهٔ ناموفّق، ترور شود.
آغاز تحول فکری برقعی، در تألیف کتاب درسی از ولایت متبلور بود. وی در این کتاب به‌طور مفصل و مدلّل، اندیشه ولایت تکوینی را که برخی علمای دینی، در زمان وی آن را ترویج و تبلیغ می‌نمودند، رد می‌کرد. این اثر برقعی باعث عکس‌العمل‌های گوناگون و درگیری‌های فکری میان موافق و مخالف گردید و غالیان در رد آن، کتاب‌ها نوشتند و سخنرانی‌ها کردند.

وی در کتاب «تضاد مفاتیح‌الجنان با قرآن» می‌گوید:
 ازجمله خرافاتی که در میان عوام مسلمین حتی در میان عالم نمایان رواج دارد و نتیجه سکوت علما است، اعتقاد به کرامات و معجزات از قبور ائمه یا اعقاب آن‌ها و سایر بزرگان دین است. در حالی که چنین اعتقاداتی مخالف اصل «توحید» و عقاید اصیل اسلامی و قرآنی است.
چون برخی از کتاب‌های محمد بن عبدالوهاب و ابن تیمیه را به فارسی ترجمه کرد و از آرای ایشان حمایت می‌کرد، وی را به وهابی بودن متهم کردند هر چند خود برقعی این اتهام را به شدت رد می‌کرد و اعلام نمود که دوستدار اهل بیت است. گروهی از مخالفانش، عقاید برقعی و همفکرانش را ناشی از نفوذ عقاید وهابی‌ها می‌دانند و به این دلیل به آن‌ها شیعیان وهابی می‌گویند. باور برخی دیگر، بر این است که وی تا آخر عمر، به امامان شیعه، معتقد بوده‌است.

### در فقه
برقعی معیارهای سه‌گانه‌ای برای نقش مرجعیت فقیه مسلمان برای استنباط احکام و عقاید دارد:
1. قرآن و سنت: برقعی بر این معیار، سخت تأکید می‌کند، و از همین‌جا می‌توان او را از جمله کسانی شمرد که «قرآنیان شیعه» نامیده شده‌اند.
2. فهم متقارن و تطبیقی اسلام: منظور برقعی از «مقارن» آن است که رجوع به روایات و نصوصِ عقاید عموم مسلمین باید به عنوان معیار شناخته شود، نه یک مذهب واحد جدای از دیگر مذاهبِ دیگر این که شواهد و قرائن را از عموم منابع موجود اسلامی گردآوری کنیم تا مفهوم اسلامی و حکم شرعی الهی را به دست آوریم.
3. عقل: برقعی در نقد احادیث، همان گونه که به قرآن استناد و تکیه می‌کند، بر عقل سلیم نیز کاملاً تکیه و تأکید دارد.[۲۰]